# Bill Ritter
Pour les articles homonymes, voir Ritter.
August William Ritter, Jr., dit Bill Ritter, né le 6 septembre 1956 à Denver, est un homme politique américain. Membre du Parti démocrate, il est gouverneur du Colorado du 9 janvier 2007 au 11 janvier 2011.

## Biographie

### Enfance et études
Bill Ritter est né le 6 septembre 1956 à Denver. Sixième enfant de la famille Ritter, il est élevé avec ses onze frères et sœurs dans une ferme près de la ville d'Aurora dans l'est de l'État. Son père est équipementier dans l'industrie alors que sa mère est femme au foyer.
Ritter commence à travailler dans la construction à l'âge de quatorze ans à la suite des difficultés économiques que rencontrent ses parents. Il poursuit en même temps ses études et finit par être diplômé de droit de l'université du Colorado à Boulder en 1981. Il est alors recruté comme procureur de district assistant pour la ville et le comté de Denver.

### Vie professionnelle

#### Carrière humanitaire et administrative
De 1987 à 1990, Ritter vit en Zambie avec sa famille au sein d'une mission catholique où il aida à la distribution de nourriture et au développement de l'accès aux soins médicaux élémentaires.
En 1990, il rejoint l'équipe du procureur des États-Unis et en 1993, est nommé procureur de district de Denver. Il est alors remarqué pour son action contre les abus sexuels, la violence domestique, la drogue et les violences contre les personnes âgées. Il fonde le premier réseau de services aux victimes. Après les attentats du 11 septembre 2001, il devient conseiller du procureur général John Ashcroft.

#### Carrière politique

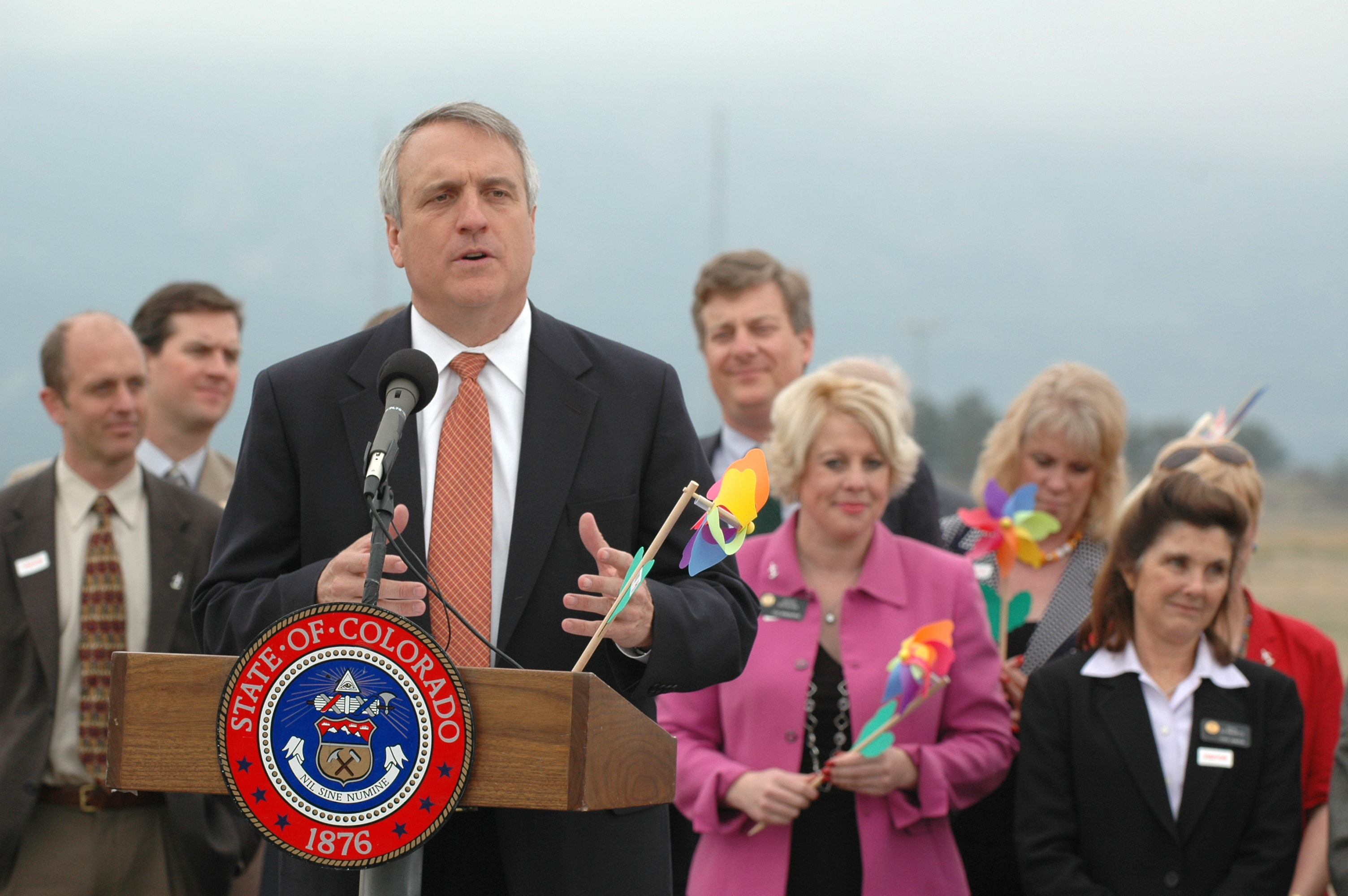
Le gouverneur Bill Ritter en 2007 à Boulder.

En mars 2006, il devient le candidat démocrate au poste de gouverneur du Colorado. Il choisit l'avocate pour enfants Barbara O'Brien comme colistière. Le 7 novembre 2006, il est élu gouverneur du Colorado avec 56 % des voix contre 41 % à Bob Beauprez, candidat nommé par le Parti républicain. Il prend ses fonctions le 9 janvier 2007. Il ne se représente pas lors des élections de 2010 et achève son mandat le 11 janvier 2011.

## Opinions politiques
Bien qu'hostile à l'avortement et à un retrait immédiat des troupes américaines d'Irak, Bill Ritter est considéré comme appartenant à l'aile progressiste du Parti démocrate, ce qui n'est pas au départ un atout pour un État comme le Colorado, considéré comme relativement conservateur. Néanmoins, lors des primaires de 2006, il ne reçoit pas le soutien des démocrates progressistes qui lui préfèrent le maire de Denver, John Hickenlooper.
Ritter fait cependant la promesse de ne pas chercher à restreindre l'interruption volontaire de grossesse dans l'État du Colorado, allant jusqu'à promettre de mettre son veto à toute loi en la matière qui prendrait pas en considération les cas de viol, d'inceste et d'anomalie du fœtus. Il propose également de rétablir toutes les aides de l'État à la planification familiale et de revenir sur le veto de son prédécesseur à la légalisation de la pilule du lendemain. Bill Ritter est également partisan de la peine de mort et des recherches sur les cellules souches.

## Vie privée
En 1984, il se maria avec une institutrice de Denver, avec qui il a quatre enfants.